# Прясло стены Новгородского Кремля между Княжой и Спасской башнями
Прясло стены между Княжо́й и Спасской башнями — памятник архитектуры. Расположен в Великом Новгороде, в южной части Новгородского Кремля.
Архитектурно подобна прочим пряслам детинца (вертикальная сверху стена из валунов и плитняка, с кирпичной облицовкой, прямоугольными щипцами и наклонной цокольной частью, над цоколем идёт горизонтальный валик, у части зубков сделана узкая прямоугольная бойница, 2 через 2 чередуются обычные зубцы и зубцы со срезанными изнутри для поворота пушки углами). У прясла две бойницы нижнего боя, толщина варьируется от 4,5 до 3,5 м, высота с зубцами 7,5-8,5 м, длина 78 м, размеры кирпича облицовки 26-26,5 x 13 x 6-6,5 см. У Княжой башни расположено внутристенное помещение, используемое на 2008 год как музейный склад.
Прясло возведено при перестройке Кремля конца XV века. В 1660-х годах на нём повысили уровень боевого хода и надложили зубцы. В ходе исследований 1992—1993 года было выявлено, что каменную стену и дерево-земляной вал возводили одновременно.
При реставрации под руководством А. В. Воробьёва в 1952—1953 годах были восстановлены в формах XV века зубцы, отреставрирована облицовка, боевой ход покрыт железобетоном; в ходе работ были задокументированы наклоны стен и открытые трещины на них. В 1981 году Г. Б. Бессонов разработал проект укрепления свайным методом, но его не реализовали; на протяжении десятилетия отмечалось развитие деформаций. В 1990 году итальянская фирма «Ди Паче» разработала эскизный проект укрепления, но его не реализовали из-за стоимости; в ноябре того же года в ров обрушился один из зубцов, в январе 1991 года обрушилась часть кладки. Несмотря на укрепление стены металлическими сжимами, 30 апреля 1991 года обрушилось 24-32 метра средней части прясла со стороны рва, деформировался вал. Завалы разобрали к июлю, в августе-сентябре наклонившийся участок укрепили (15 метров этого участка разобрали в августе 1992 года), в то же время Л. В. Хазрон выполнил проект укрепления откосов вала, который реализовали к 1993 году. Причинами обрушения были названы «изменение гидрологической ситуации; нарушение герметичности глиняного чехла вала, защищавшего деревянные конструкции насыпи; значительные вертикальные нагрузки и нарушение целостности стены».
Г. М. Штендер выполнил в 1991—1992 году несколько эскизных проектов восстановления. Предлагалось использовать современные оригинальные конструкции для сохранения и музеефикации подлинных элементов. Дальнейшая разработка проекта шла в 1992—1993 годах, при сохранении внешнего вида предлагалось или использовать пустотелые конструкции, или применить традиционную полнотелую кладку. Был согласован облегчённый вариант: современный морозостойкий кирпич на сложном растворе и железобетонные перекрытия в двух уровнях на монолитной плите, боевой ход на уровне XV века, аналогичная другим пряслам кровля. Работы начались 4 мая 1994 года и в основном закончились к концу 1995 года, кровля сделана в 1996 году. Кладку и обработку швов делали по старинным образцам. Боевой ход вымостили каменными плитами и влагоизолировали, в интерьере сделали «окна» для просмотра старой кладки. В конце 1990-х годов был немного благоустроен вал, хотя план по укреплению его откосов не реализовали. Новый участок был отделён от старого деформационными швами. Там, где кирпичная кладка была утрачена на сохранившихся участках стены, её восстанавливали с использованием старого материала.